# Eugen Dasović
Eugen Dasović (Podravska Slatina, 1896. – Zagreb, 1980.), bio je hrvatski nogometaš, nogometni reprezentativac. Igrao je u obrani.

## Nogometaška karijera

### Klupska karijera
Sa zagrebačkim HAŠK-om osvojio je Prvenstvo Zagrebačkog nogometnog podsaveza 1921./22. godine. Nakon OI 1924. otišao je u Češku u klub njemačke nacionalne manjine DFC Praha za koji je igrao do 1925. nakon čega je prešao u zagrebački Građanski. 1930. se vratio u HAŠK.

### Reprezentativna karijera
Za reprezentaciju odigrao je 10 utakmica. Prvu je kao igrač HAŠK-a odigrao 3. lipnja 1923. u Krakovu protiv Poljske, a zadnju 28. listopada 1927. kao igrač Građanskog, u Pragu protiv Čehoslovačke.
Bio je među pozvanima na OI 1924. u Parizu, a od hrvatskih nogometaša s njim su bili u izabranom sastavu Dragutin Babić, Slavin Cindrić, Artur Dubravčić, Stjepan Bocak, Andrija Kujundžić, Dragutin Friedrich, Alfons Pažur, Adolf Percl, Dragutin Vragović, Dragutin Vrđuka, Branko Zinaja, Emil Perška, Antun Pavleković, Emil Plazzeriano, Janko Rodin, Marijan Marjanović, Rudolf Rupec, Stjepan Vrbančić i Vladimir Vinek.
Igrao je i za reprezentaciju Zagreba s kojom je osvojio tri puta za redom Kup kralja Aleksandra (1924., 1925. i 1926.).